# Schlagzeugmuseum Ludwigsburg
Das Schlagzeugmuseum Ludwigsburg ist ein Museum in Ludwigsburg und nach Angaben des SWR das „einzige Schlagzeugmuseum Deutschlands“.
Das Museum stellt die ca. 100-jährige Geschichte des Schlagzeugs in einer Dauerausstellung dar und ist nach Dekaden geordnet. Gezeigt werden Drumsets, viele Einzelstücke und Memorabilia von prominenten Rockdrummern auf über 250 Quadratmetern. Es werden Stücke ausgestellt von Joe Morello, Buddy Rich, Keith Moon, Ian Paice, Ginger Baker, John und Jason Bonham, Mitch Mitchell, Nicko McBrain, Stewart Copeland, Steve Gadd, Carmine Appice, Lee Kerslake, Alan White, Louie Bellson und vielen anderen.
Gegründet wurde das Museum 2011 von dem Kurator der Ausstellung Marcel Vogelmann. Es befindet sich im Ludwigsburger Stadtteil Pflugfelden in der Wilhelm-Fein-Straße 6 im Obergeschoss. Das Museum wird von einem gemeinnützigen Trägerverein unterstützt und von Besuchern aus ganz Deutschland besucht.
80 Prozent der Ausstellungsstücke sind Leihgaben von prominenten Schlagzeugern oder deren Erben, der Rest gehört Mitgliedern des Vereins. Im Laufe der Jahre waren viele prominente Drummer zu Besuch.
Das Museum ist ein Mitmach-Museum, es finden auch Veranstaltungen zum Thema Schlagzeug in Form von Workshops und Sonderausstellungen statt. Bekannt sind auch die vom Kurator initiierten Trommeltage.